# Norra Sandsjö kyrka

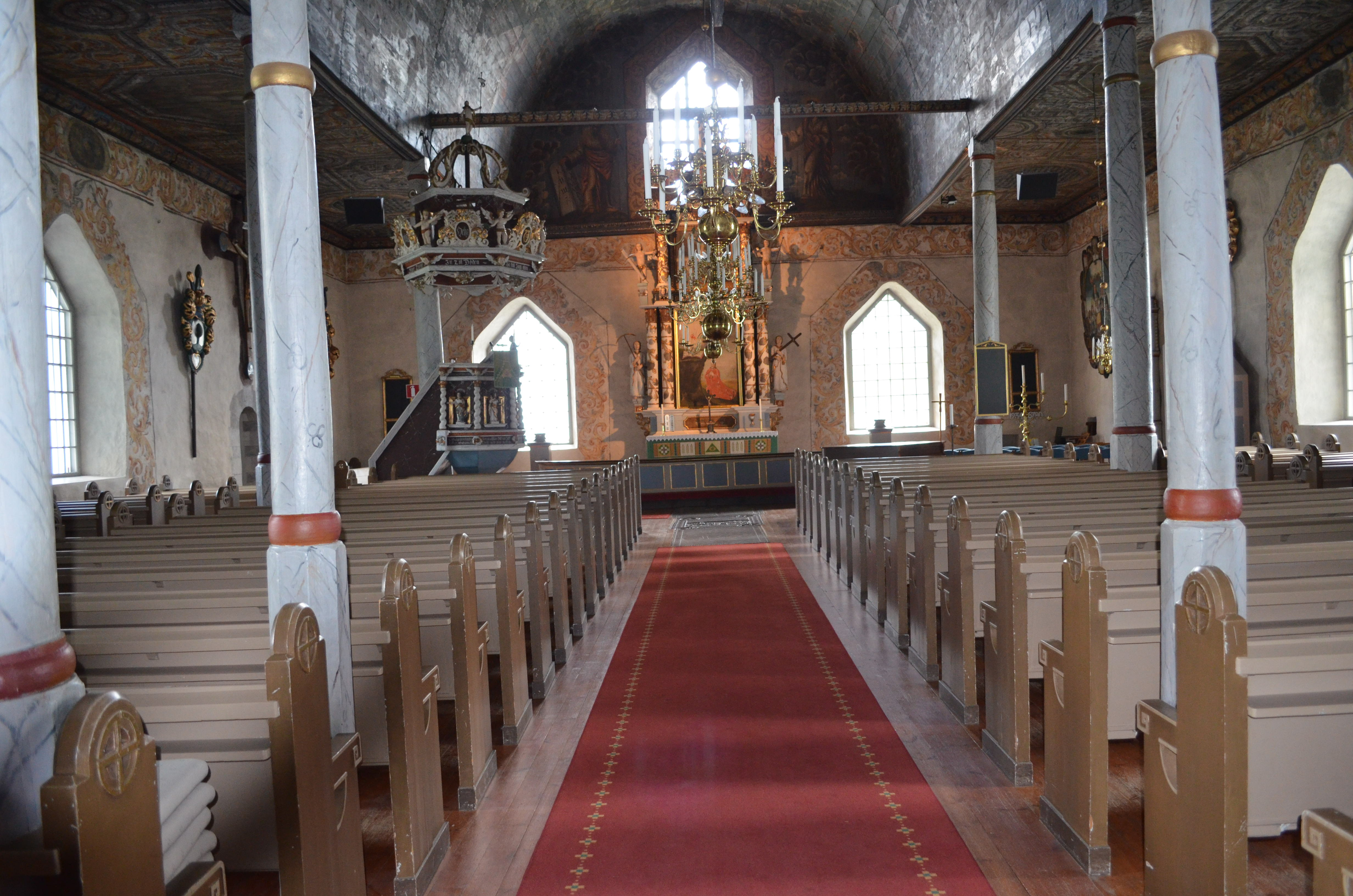
Norra Sandsjö kyrkas kykosal

Norra Sandsjö kyrka är en kyrkobyggnad i Norra Sandsjö i Nässjö kommun i Småland. Den är belägen 1 mil nordost om Sävsjö och tillhör Växjö stift.

## Kyrkobyggnaden
Kyrkan ligger vid Sandsjön och har delvis medeltida ursprung. Den vitputsade stenkyrkan med röda gavelspetsar saknar torn, i stället finns en röd klockstapel. Interiören är i barockstil med takmålningar från 1709 och akantusmåleri på väggarna, men det finns också fragment av kalkmålningar från 1500-talet. Kyrkan har många märkliga och värdefulla inventarier och en förnämlig piporgel.

## Historik
Kyrkan är från slutet av 1100-talet. Senare under medeltiden förlängdes den åt öster och omkring år 1600 mot väster. År 1635 rasade kyrktornet, varvid kyrkans valvtak delvis förstördes. Då tillkom den fristående klockstapeln.
Vid en stor ombyggnad 1696 utökades kyrkan mot norr, så att den blev dubbelt så bred.  

## Inventarier
- Dopfunt av sandsten, cuppa med nio arkader, upphovsman Bestiarius(?), "Vilddjursmästaren", antagligen från slutet av 1100-talet, (bilder).
- Krucifix av trä från omkring 1500, (bilder).
- Takmålningar utförda 1709 av Johan Columbus.
- Medeltida mässhake av röd sammet.
- Epitafium över familjen Johan Printzensköld.

## Orglar

### Läktarorgel
- 1734: Organist, klockare och amatörorgelbyggare Lars Solberg, Norra Sandsjö, satte upp och byggde om ett äldre verk, troligen byggt på 1600-talet. Enligt sockenstämmoprotokoll 1774 har orgeln 11 orgelstämmor.[1]
- 1774: Orgeln flyttdes till Lannaskede gamla kyrka.
- 1775: Organist och orgelbyggare Lars Strömblad (1743–1807), Ödeshög, byggde en 20-stämmig orgel. De trumpetande seraferna är skurna av Pehr Hörberg.
- 1856/1855: Strömbladsorgeln ersattes av en ny 15-stämmig orgel byggd av bygdeorgelbyggare Johannes Magnusson, Lemnhult.
- 1910: Orgelbyggare Johannes Magnusson, Göteborg, byggde en ny halvpneumatisk orgel med rooseveltlådor. Den fick 14 stämmor fördelade på 2 manualer och självständig pedal.
- 1982: Smedmans Orgelbyggeri, Lidköping byggde bakom Lars Strömblads fasad från 1775 en 25-stämmig orgel med mekanisk traktur och registratur.

#### Nuvarande disposition
| Huvudverk I            | Öververk II       | Pedalverk              | Koppel              |
| Gedackt 16'            | Open fleut 8'     | Subbas 16'             | Öververk/huvudverk  |
| Principal 8'           | Quintadena 8'     | Principal 8'           | Huvudverk/pedalverk |
| Gedackt 8'             | Principal 4'      | Gedackt 8'             | Öververk/pedalverk  |
| Octava 4'              | Rörfleut 4'       | Quinta 6' (eg. 5 1/3') |                     |
| Waldfleut 4'           | Spetsfleut 2'     | Octava 4'              |                     |
| Quinta 3' (eg. 2 2/3') | Scharf III chor   | Basun 16'              |                     |
| Octava 2'              | Dulcian 8', B     | Trumpet 8'             |                     |
| Ters 1 3/5'            | Vox Humana 8', D  |                        |                     |
| Mixtur IV chor         | Tremulant         |                        |                     |
| Trumpet 8'             | Crescendosvällare |                        |                     |

### Kororgel
- 1968: Grönlunds Orgelbyggeri, Gammelstad, levererar ett mekaniskt 4-stämmigt korpositiv med bihangspedal.

Disposition:
| Manual        | Pedal   |
| Gedackt 8'    | Bihängd |
| Rörflöjt 4'   |         |
| Principal 2'  |         |
| Kvinta 1 1/3' |         |

## Kuriosa
På runåsen finns en 2,5 meter hög minnessten, Sandsjöstenen. Här nämns sex generationer vid namn.